# Clematis huangjingensis
Clematis huangjingensis är en ranunkelväxtart som beskrevs av Wen Tsai Wang och L.Q.Li. Clematis huangjingensis ingår i släktet klematisar, och familjen ranunkelväxter. Inga underarter finns listade i Catalogue of Life.